# گوبن
شهر گوبن (به آلمانی: Guben) در ایالت براندنبورگ در کشور آلمان واقع شده‌است.